# Crowhurst (East Sussex)
Crowhurst – wieś w Anglii, w hrabstwie East Sussex, w dystrykcie Rother. Leży 82 km na południowy wschód od Londynu. W 2007 miejscowość liczyła 859 mieszkańców.